# Эбелях (россыпь)
Ро́ссыпь реки́ Эбеля́х — россыпное месторождение алмазов, на территории Анабарского района. Было открыто в 1965 году. Месторождение разрабатывается АО «Алмазы Анабара» входящим в Группу АЛРОСА.

## История
В долине реки Эбелях находки первых алмазов в шлиховых пробах установлены при геолого-съёмочных работах в 1964 г. (М. Н. Васильева, Амакинская экспедиция), а уже в 1965 г. была определена промышленная значимость обнаруженной здесь россыпи (Ю. П. Белик, Амакинская экспедиция).

## Геология
Аллювиальная россыпь алмазов реки Эбелях является крупнейшей в России и одной из крупнейших в мире.
Долина реки Эбелях выработана в доломитах анабарской свиты и известняках джахтарского горизонта среднего кембрия. Глубина её вреза относительно водоразделов в среднем составляет 100 м, варьируя от 110 м в приустьевой части до 80—90 м в верховьях. В геологическом строении россыпи кроме карбонатных пород кембрия, участвуют также меловые осадки, нижнечетвертичные-верхнечетвертичные отложения пяти надпойменных террас, средне-верхнечетвертичные отложения погребённых долин, верхнечетвертичные-современные делювиально-солифлюкционные отложения склонов и современные осадки русла, низкой и высокой пойм. Содержание алмазов в россыпи тесно связано с литологией вмещающих и подстилающих пород. Наиболее алмазоносны валунно-галечно-гравийные, галечно-гравийно-песчаные отложения и переотложенные коры выветривания. Меньшими значениями алмазоносности характеризуются галечно-щебнистые, илисто-галечно-щебнистые и галечно-песчаные отложения.
Сравнительное изучение морфологии и физических свойств алмазов из коренных источников и россыпей северной части Якутской алмазоносной провинции показало, что между ними имеются существенные различия. Это однозначно доказывает отсутствие генетической связи между алмазами россыпей и известных здесь убогоалмазоносных кимберлитовых трубок.
Месторождение известно находками крупных алмазов ювелирного качества, в том числе цветных. В 2017 году на нём был добыт розовый алмаз высокой чистоты весом 27,85 карат, который был назван самым дорогим алмазом в истории России. Впоследствии он был огранён в бриллиант «Призрак розы». В 2020 году на месторождении был добыт жёлто-коричневый алмаз, ставший крупнейшим цветным алмазом, когда-либо найденным в России. В 2025 году была завершена его огранка в бриллиант «Новое Солнце» весом 102,77 карата, ставший крупнейшим бриллиантом, огранённым в России. В 2023 году был добыт алмаз ювелирного качества весом 390,7 карат, ставший крупнейшим ювелирным алмазом, добытом в России за десятилетие. В 2024 году на месторождении был найден крупный ювелирный алмаз весом 262,5 карат.

## Статистика
|                   | 2012 | 2013  | 2014 | 2015  | 2016 | 2017 | 2018 | 2019 | 2020 | 2021 |
| ----------------- | ---- | ----- | ---- | ----- | ---- | ---- | ---- | ---- | ---- | ---- |
| Алмазы, млн карат | 0,17 | ▬0,17 | ▲1,5 | ▲1,96 | ▼1,5 | —    | ▲2,0 | ▲2,9 | ▼2,5 | —    |

## Топографические карты
Лист карты R-49-XI,XII верховье р. Анабар. Масштаб: 1 : 200 000. Указать дату выпуска/состояния местности.